# Bernardo (obra perdida de Cervantes)
Bernardo es una obra perdida de Miguel de Cervantes, mencionada por este en abril de 1616, en su dedicatoria al Conde de Lemos de Los trabajos de Persiles y Sigismunda, calificándola de "el famoso Bernardo". Aquí, "famoso"  no quiere decir que ya era famoso, sino que era merecedor de fama.
Según esta dedicatoria, no le quedaron en el alma de Cervantes sino "ciertas reliquias y asomos"; es decir, estaba casi acabado.
El hispanista Daniel Eisenberg, en una ponencia ante la Asociación Internacional de Hispanistas en 1983, propuso que sólo podría ser una alusión al héroe castellano medieval Bernardo del Carpio. Dado que Cervantes creía que España necesitaba mejores libros de caballerías, con héroes nacionales en vez de extranjeros, y que había comenzado uno, como nos comunica su portavoz el Canónigo de Toledo, es lógico que esta obra perdida fuera su contribución al género.